# Datenklo

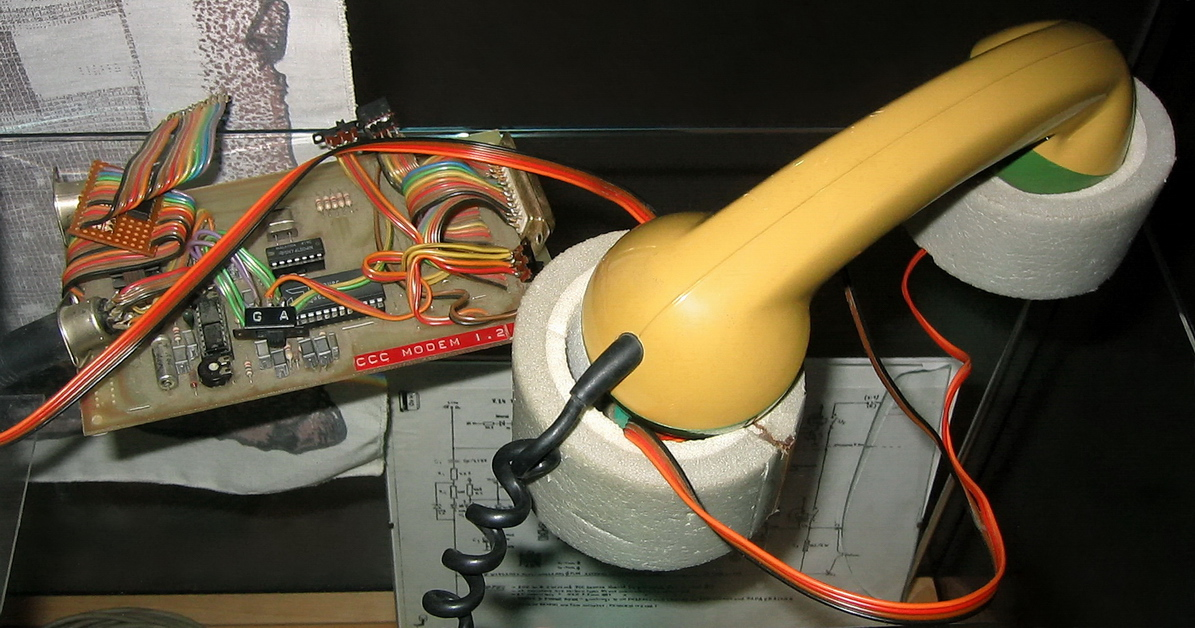
CCC-Modem: Die Schaumstoff-Muffen bestehen aus Rohrdämm-Material aus dem Sanitärbereich.

Das Datenklo (oder CCC-Modem) ist ein Selbstbau-Akustikkoppler des Chaos Computer Clubs. Die Bauanleitung wurde 1985 in der Hackerbibel veröffentlicht und fand damit bis Mitte 1988 eine Verbreitung von mehr als 25.000 Exemplaren. Das per Bauanleitung selbst zu bauende Telefonmodem war eine kostengünstige, aber illegale Alternative zu den wenigen in dieser Zeit von der Deutschen Bundespost zugelassenen Modems.

## Geschichte

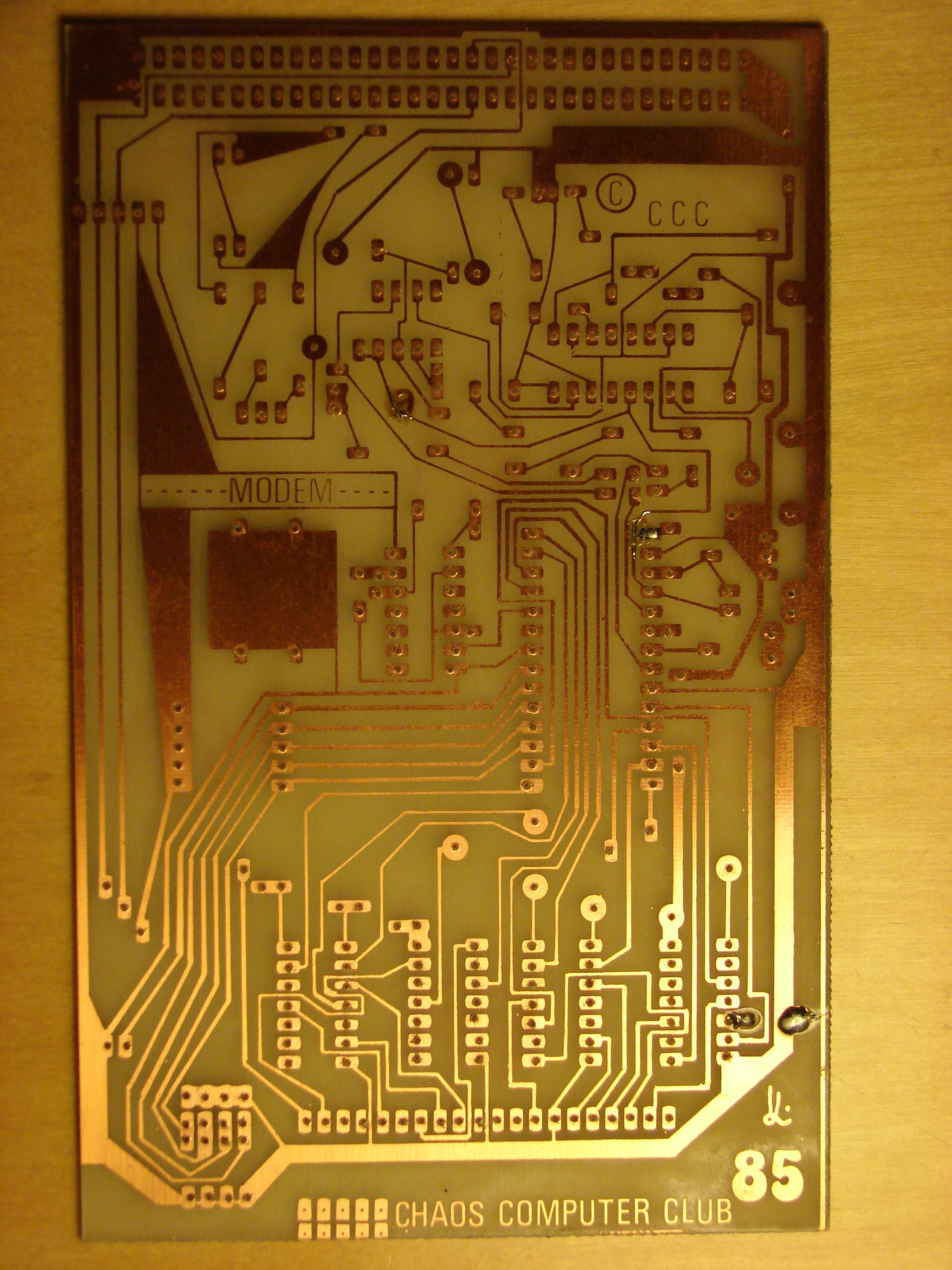
CCC-Modem: unbestückte Leiterplatte

Das Datenklo (ursprünglicher Name CCC-Modem) wurde Mitte 1984 in Reaktion auf die recht restriktive Gesetzgebung im Bereich der Telekommunikation in Deutschland entwickelt und bot eine mit 300 DM (nach heutiger Kaufkraft 333 €) günstige Möglichkeit, Datenfernübertragung zu betreiben. Für Modems bestand damals in Deutschland noch ein Endgerätemonopol, private Geräte waren verboten. Es gab zunächst nur Mietgeräte der Bundespost. Anfang 1987 betrug die Gebühr für ein BTX-MultiTel 1 monatlich 48 DM (nach heutiger Kaufkraft 52 €) und für ein MultiTel 2 78 DM (nach heutiger Kaufkraft 85 €). Das erste im Mai 1988 mit FTZ-Zulassung versehene Modem kostete als Tischmodell 1950 DM (nach heutiger Kaufkraft etwa 2.100 €). Die Bundespost-Modems entsprachen den internationalen Normen der CCITT (heute ITU-T), viele Hobby-Benutzer verlangten aber nach einfacheren Standards, zum Beispiel nach Modems der Firma Hayes.
Zentraler Baustein des CCC-Modem ist der AM7910 (FSK-Modem-Chip, unterstützt Bell 103/113/108/202 und CCITT V.21/V.23) von AMD, der auf einem einzigen Chip ein asynchrones Frequenzumtastungs-Modem mit Übertragungsraten von 300 bis 1200 Baud realisiert und voll kompatibel mit den Bell- und CCITT-Standards V.21 und V.23 ist.

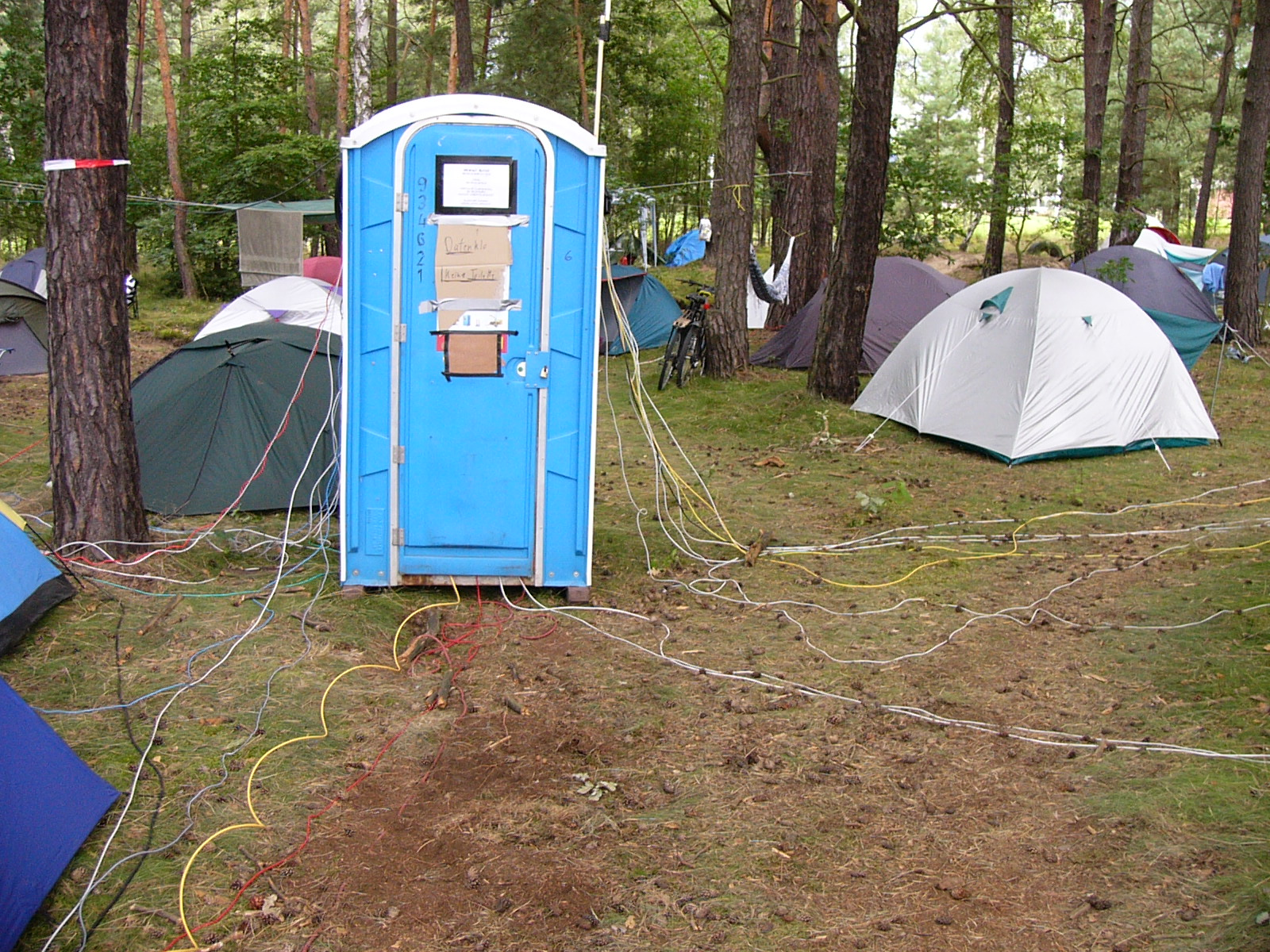
Datenklo auf dem Camp 2007

Seinen Namen erhielt der Akustikkoppler durch die als Verbindungselement und zur Geräuschabschirmung vorgesehenen Gummimuffen, bei denen es sich um Gummidichtungen handelte, die für den Einsatz als Sanitärfachbedarf zwischen Spülwasserrohr und Waschbecken vorgesehen waren, sowie in Anlehnung an das Kunstwort „Datenfön“, einer umgangssprachlichen Bezeichnung für Akustikkoppler, basierend auf der einst populären Dataphon-Baureihe S21 der Firma Woerltronic aus Cadolzburg. Die Größe ist dabei so gewählt, dass ein Lautsprecher mit 66 mm Durchmesser in die Gummidichtung passt und sich diese passgenau über eine Telefonhörermuschel stülpen lässt. Letzteres ist laut Bauanleitung wichtig für die Abschirmung von Umgebungsgeräuschen.
Später wurde der Name für die aus mobilen Toilettenhäuschen gebauten Netzwerkverteilzentralen auf dem Chaos Communication Camp wiederverwendet.
Bei DSL schränkten einige Internetanbieter ebenfalls die Verwendung eigener Modems ein. Diesmal war zwar die Hardware günstig und legal erhältlich, doch werden zum Herstellen der Internetverbindung Benutzername und Passwort benötigt, die einige Internetanbieter ihren Kunden auch auf Anfrage nicht mitteilten. Dieser so genannte Routerzwang wurde in Deutschland zum 1. August 2016 verboten.

## Trivia
Im Spiel Saints Row: The Third findet man die moderne Version des Datenklos in Form mehrerer Toilettenhäuschen am nordwestlichen Rand der Karte.